# АДСЛ модем
Digital Subscriber Line (DSL) модем је уређај који служи да повеже рачунар или рутер за телефонску линију коју је дигитална претплатничка линија подесила. Као и сваки други модем, то је врста уређаја који истовремено и прима и шаље податке.
У технологији ДСЛ-а (скраћеница од (енгл. Digital Subscriber Line) - дигитална претплатничка линија) постоји неколико подврста, међутим, она која се данас најчешће користи (и која је имплементирана у Србији) је такозвана асиметрична дигитална претплатничка линија (АДСЛ - (енгл. Asymetric Digital Subscriber Line)). Основна карактеристика ове врсте ДСЛ-а је асиметричност, што је и чини најзанимљивијим ДСЛ решењем за приватне и пословне кориснике.
Карактеристика АДСЛ технологије је већа брзина преноса података са Интернета од брзине слања података ка Интернету, што одговара реалним потребама корисника који обично много више података примају (download) него што их шаљу (upload).
Већина најзанимљивијих апликација за кориснике на мрежи су асиметричне (video on demand-видео на захтев, приступ удаљеним локалним мрежама ЛАН, приступ Интернету, мултимедијални приступ, куповина из фотеље, итд), где пуно више информација корисник „узима“ с мреже него што их на њу „шаље“. Та асиметричност чини АДСЛ идеалним за ове апликације.